# Salvador Cardús i Ros

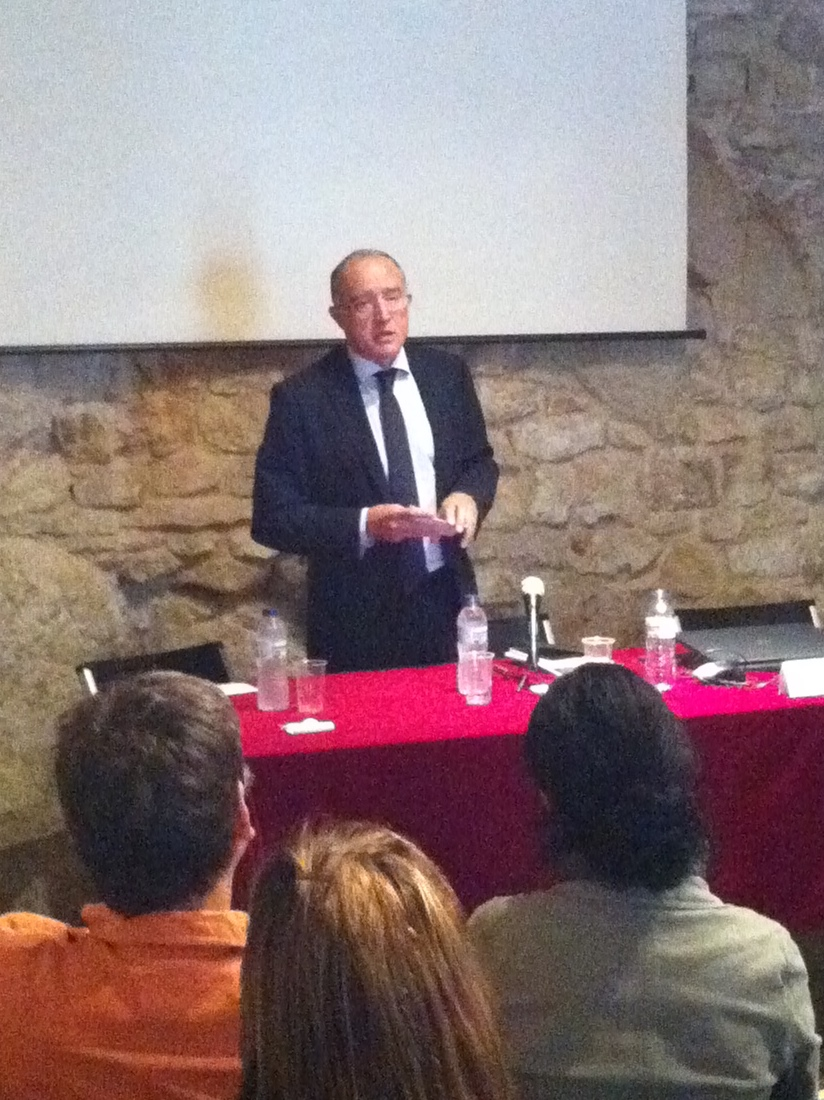
Salvador Cardús i Ros donant una conferència al Museu d'Art de Girona el setembre de 2011.

Salvador Cardús i Ros (Terrassa, 12 de juny de 1954) és un sociòleg, periodista, escriptor, i doctor en Ciències Econòmiques (1981) català. Ha estat Fellow Visiting del Fitzwilliam College de la Universitat de Cambridge el 1993, Visiting Research de l'Institute for European Studies de la Universitat Cornell (EUA) el 2005 i del Queen Mary College a la Universitat de Londres el 2006. Ha estat Ginebre Serra Visiting Professor a la Universitat Stanford el 2016. Actualment és professor titular de Sociologia a la Facultat de Ciències Polítiques i Sociologia de la Universitat Autònoma de Barcelona, de la qual fou degà entre 2009 i 2011, quan fou substituït per Joan Botella Corral.
El setembre del 2008 va ingressar a la Secció de Filosofia i Ciències Socials de l'Institut d'Estudis Catalans (IEC) amb el discurs pronunciat el 2009 Tres metàfores per pensar un país amb futur. Va formar part del Consell Assessor per a la Transició Nacional (CATN), un òrgan creat per la Generalitat de Catalunya per tal d'assessorar la Generalitat en el procés de transició nacional de Catalunya, i del Consell Assessor per a la Reforma Horària (CARH) de la Generalitat de Catalunya.
És net de l'historiador i cronista local Salvador Cardús i Florensa.

## Activitat
Investigació
Com a investigador ha treballat en el camp de la sociologia de la religió i de la cultura, l'anàlisi dels mitjans de comunicació i també de les identitats nacionals. El seu darrer treball de recerca ha estat sobre el model català d'integració, Els catalans del segle XX, per encàrrec de l'Institut Europeu de la Mediterrània (2003-2005).
El 1982 fou membre del consell editorial de Papers, revista de sociologia, una revista acadèmica impulsada pel Departament de Sociologia de la Universitat Autònoma de Barcelona i editada per Edicions 62 i Península.
Publicista
Ha publicat nombrosos articles en revistes nacionals i internacionals especialitzades com Papers, Qüestions de Vida Cristiana, Sistema; Revista de Catalunya; Idees; L'Espill; REIS; Diàlegs; International Social Science Journal; Trípodos; Perspectiva Escolar; Hermes; Zer; Les Temps Modernes; Human Rights Review; Transversal, etc. Així mateix, té publicats més de 3.500 articles a la premsa diària.
Conferenciant
Particularment, en el terreny de l'anàlisi del nacionalisme, ha participat en jornades d'àmbit nacional (diverses edicions d'El nacionalisme català a la fi del segle xx, de 1986 a 1995) i internacionals. Ha fet conferències a les següents ciutats: Madrid, Pamplona, Santiago de Compostela, Bilbao, San Sebastián, Logroño, París, Londres, i Brussel·les. També a les següents universitats: Venice International University (1999), Universitat del País Basc (1995 i posteriors), Alacant (1992), les Illes Balears (1997), Cambridge (1993 i 1995), Strachclyde de Glasgow (1994), Sheffield (1992 i 1996), Liverpool (1992), Kent a Canterbury (1998), Londres (1999), Humboldt de Berlín (1999), Cardiff i Salamanca (2002), Universitat de Regensburg i Bleubeuren de la Universitat de Tubinga (2003), Cornell (Ithaca, NY) (2005), Caledonian de Glasgow, Intitute Remarque de New York, Queen Mary de Londres i Do Minho a Braga (2006), de Stanford a Califòrnia i Caledonian de Glasgow (2007), Edimburg (2011), UQAM a Montreal (2011 i 2014), Rennes (2014), Stanford i Berkeley (2016).
Com a conferenciant manté una intensa activitat divulgadora, especialment en temes d'educació, nacionalisme i immigració, reforma horària i identitat, amb més de 1.600 exposicions fetes arreu del país.
Periodista
En el camp del periodisme va crear i dirigir la revista Crònica d'Ensenyament (1987-1988) i ha estat subdirector del diari Avui (1989-1991). Col·labora regularment a la premsa –Ara, La Vanguardia, Diari de Terrassa- i a diverses revistes del país. Una part d'aquesta producció periodística va ser recollida en el volum Algú sap cap on anem? (1992). Com a resultat de les cròniques a l'Avui sobre el Concili Provincial Tarraconense, va publicar el llibre Concili amb folre i manilles. L'Església catalana a través del seu concili (1995). Ha dirigit el programa de ràdio La lletra petita sobre educació a Ona Catalana (temporada 2000-2001). Fins a juliol de 2008 va col·laborar regularment a les tertúlies d'El Matí de Catalunya Ràdio, programa que dirigia Antoni Bassas, i ho torna a fer al mateix programa des del setembre de 2009 fins al juliol de 2015. Des de 1998 i fins als canvis produïts pel govern PP-PSOE el 2009, havia estat col·laborador habitual de Ràdio Euskadi. A més, ha estat assessor de l'equip de televisió que ha realitzat els programes Ciutadans (1994), Les coses com són (1995) i Vides Privades (1996-1999) de Televisió de Catalunya.
De 2005 a 2008 va ser president de la Fundació de les Audiències de la Comunicació i la Cultura (Fundacc), que va impulsar el Baròmetre de la comunicació i la cultura.
Altres activitats
Ha estat membre, entre d'altres, de la Comissió per a l'estudi de les Polítiques d'Immigració del Parlament de Catalunya (2000-2001), del Patronat de la Fundació Cultural Caixa de Terrassa (1990-2004), de l'Observatori de la Infància i l'Adolescència del Departament de Benestar Social i del Comitè de Bioètica del Departament de Sanitat de la Generalitat de Catalunya fins a 2005, del Consell de la Informació de Catalunya del Col·legi de Periodistes, del Consell Assessor de l'Institut Europeu de la Mediterrània o de l'Observatori Català de Civisme. Actualment és membre del patronat de la Fundació Paco Candel, del Consell Consultiu de la Fundació Universitària Balmes i del Consell Consultiu de la Plataforma per la Llengua. També forma part de diversos consells editorials de revistes com Debats, Catalan International View, Catalan Social Sciences Review, Journal of Catalan International History, Revista Musical Catalana o Enderrock. El 2017 va anar a les llistes de Junts per Catalunya per Barcelona a les Eleccions al Parlament de Catalunya de 2017.

### Principals llibres publicats
- 2016 - Temps i poder
- 2010 - El camí de la independència
- 2009 - Tres metàfores per pensar un país amb futur
- 2008 - Barcelona, Terrassa, Tolosa de Llenguadoc. Un vell camí, un bell futur.
- 2005 - Terrassa. Entorns i camins
- 2005 - Els terrassencs del segle xx. Immigració, identitat i canvi
- 2003 - Ben educats. Defensa útil de les convencions, el civisme i l'autoritat
- 2003 - Informe Propostes d'intervenció per a la conciliació d'horaris familiars, escolars i laborals (completat amb l'edició del CD interactiu Amb temps. Pistes per aconseguir un bon ordre horari)
- 2001 - Estalvi, ciutat i progrés
- 2000 - El desconcert de l'educació (traduït a l'espanyol, el 2001 i el 2007)
- 1995 - Política de paper. Premsa i poder a Catalunya (1981-1992)
- 1985 - Saber el temps. El calendari i la seva significació a la societat moderna
- 1984 - Les enquestes a la joventut de Catalunya
- 1981 - Plegar de viure. Un estudi sobre els suïcidis

### Col·laboració en obres col·lectives
- 2014 - Espanya contra Catalunya: una mirada històrica 1714-2014
- 2010 - Ethnic Europe. Mobility, Identity and Conflict in a Globalized World
- 2009 - Treat or Trick? Halloween in a Globalized World
- 2008 - La immigració ara i aquí
- 2004 - Katalonien. Tradition und Moderne
- 2004 - El presente del Estado-Nación
- 2003 - Interculturalidad; interpretar, gestionar, comunicar
- 2000 - Nacionalisme. Debats i dilemes per a un nou mil·lenni
- 1999 - La mirada del sociòleg (traduït al castellà el 2003)
- 1998 - Taking Sides. Clashing Views on Controversial Issues in World Politics
- 1996 - Valors sota X
- 1994 - Formas modernas de religión
- 1990 - La política cultural europea
- 1989 - Catalunya 77-88

## Premis i reconeixements
- 2009- Premi MIDAS de Periodisme (Minority Dailies Association Prize for Journalism),[6] per la defensa i la promoció de la llengua i la cultura catalana
- 2007 - Premi Joan Corominas “a la trajectòria personal de compromís amb la llengua i el país”
- 1995 - Premi Serra i Moret de Civisme
- 1994 - Premi Nacional de Periodisme
- 1989 - Premi AVUI de periodisme